# Carl Besser
Carl Besser (ur. 4 stycznia 1867 w Schönebeck, zm. 29 czerwca 1934 w Berlinie ) − asesor górniczy z wykształcenia, niemiecki tajny radca górniczy, generalny dyrektor kopalń koncernu Georg von Giesches Erben.

## Życiorys
Jego kariera w górnictwie rozpoczęła się w 1880, gdy podjął pracę w Królewskiej Hucie. W 1895 otrzymał tytuł asesora górniczego. Został także kierownikiem kopalni „Kleofas” w Załężu (obecnie dzielnica Katowic) . 3 marca 1896 w kopalni wybuchł pożar, w wyniku którego zginęło około 110 górników. Pochowano ich na cmentarzu przy ul. Brackiej. Besser w tym samym roku otrzymał medal za przeprowadzenie akcji ratunkowej podczas tej katastrofy. W 1907 został kierownikiem w kopalni „Giesche” (obecnie KWK „Wieczorek”) . W 1908 uzyskał tytuł radcy górniczego, a w 1913 − dyrektora generalnego Bergwerksgeseltschaft Georg von Giesche's Erben (po Antonie Uthemannie). Wchodził w skład zarządu szkoły w Nikiszowcu. W Barbórkę 1920 roku został mianowany generalnym dyrektorem kopalń koncernu Georg von Giesches Erben .
Był uczestnikiem rokowań pokojowych pomiędzy Polską i Niemcami, prowadzonych po powstaniach śląskich, związanych z wyznaczeniem granicy pomiędzy tymi państwami na Górnym Śląsku. Pod naciskami politycznymi został zmuszony do opuszczenia Górnego Śląska w 1926. Umarł 29 czerwca 1934 w Berlinie.
Przed I wojną światową w Giszowcu znajdowała się ulica Besserstrasse (obecnie żadne z jej zabudowań nie istnieje).